# Cephenemyia phobifer
Cephenemyia phobifer är en tvåvingeart som först beskrevs av Clark 1815.  Cephenemyia phobifer ingår i släktet Cephenemyia och familjen styngflugor. Inga underarter finns listade i Catalogue of Life.